# Bryan Forbes
Bryan Forbes CBE (/fɔrbz/; 22 de julho de 1926 – 8 de maio de 2013) foi um diretor, militar, escritor e ator inglês. Foi casado com a atriz e autora Nanette Newman, de 1955 até sua morte em 2013.